# Anna de Brémont
Anna de Brémont (ur. 1852?, zm. 1922) – amerykańska dziennikarka, pisarka, poetka i piosenkarka.

## Życiorys
Anna de Brémont urodziła się jako Anna Elizabeth Dunphy w Nowym Jorku, na początku lat pięćdziesiątych XIX wieku. Jej akt małżeństwa podaje datę 1852, jednak sama poetka twierdziła, że przyszła na świat w 1856 roku. Po śmierci ojca przeniosła się z matką do Cincinnati w stanie Ohio. W 1877 poślubiła francuskiego lekarza Émile'a Léona, hrabiego de Brémont, który służył jako chirurg w Wojnie krymskiej i Wojnie francusko-pruskiej. Brak wiadomości o posiadaniu przez małżonków potomstwa. Émile se Brémont zmarł w 1882. Poetka dedykowała mu po latach dwie książki. Anna de Brémont sporą część życia spędziła w Anglii i w Południowej Afryce (obecnie RPA). W 1888 została członkinią tajnego stowarzyszenia Hermetic Order of the Golden Dawn.

## Zatarg z W.S. Gilbertem
Do legendy przeszedł jej spór z Williamem Schwenkiem Gilbertem. Kiedy dziennikarka poprosiła popularnego wtedy poetę i dramaturga o wywiad, pisarz stwierdził, zapewne chcąc się jej pozbyć, że jego honorarium za wywiady wynosi dwadzieścia gwinei. Czupurna reporterka odpowiedziała mu w liście, że chętnie za darmo napisze jego nekrolog. Obruszony autor napisał do gazet, The Timesa i Daily Telegraphu, że jest napastowany przez kobietę, która podaje się za hrabinę. Dla Anny de Brémont był to wystarczający powód do wytoczenia prominentnemu literatowi sprawy sądowej.

## Twórczość
Anna de Brémont wypowiadała się zarówno w prozie, jak i w wierszu. Swoje doświadczenia z Południowej Afryki opisała w książce The gentleman digger, being studies and pictures of life in Johannesburg. Była autorką wielu biografii. Interesowała się w szczególności muzyką. Jako poetka pisała przede wszystkim sonety.